# Schloss Hirschberg (Saale)
Das Schloss Hirschberg ist ein Barockgebäude in Hirschberg (Saale), Saale-Orla-Kreis, Thüringen.

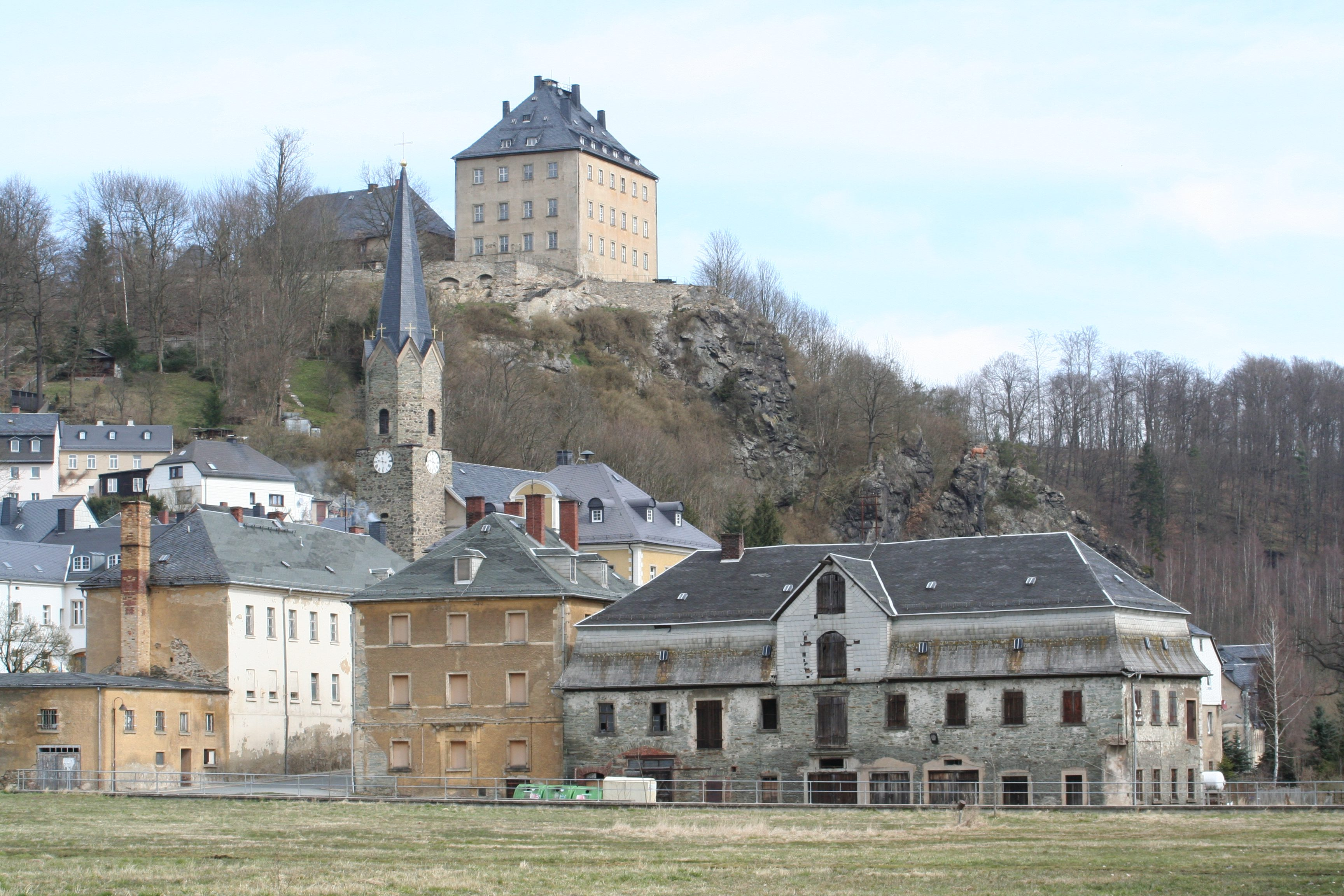
Stadt Hirschberg mit Schloss

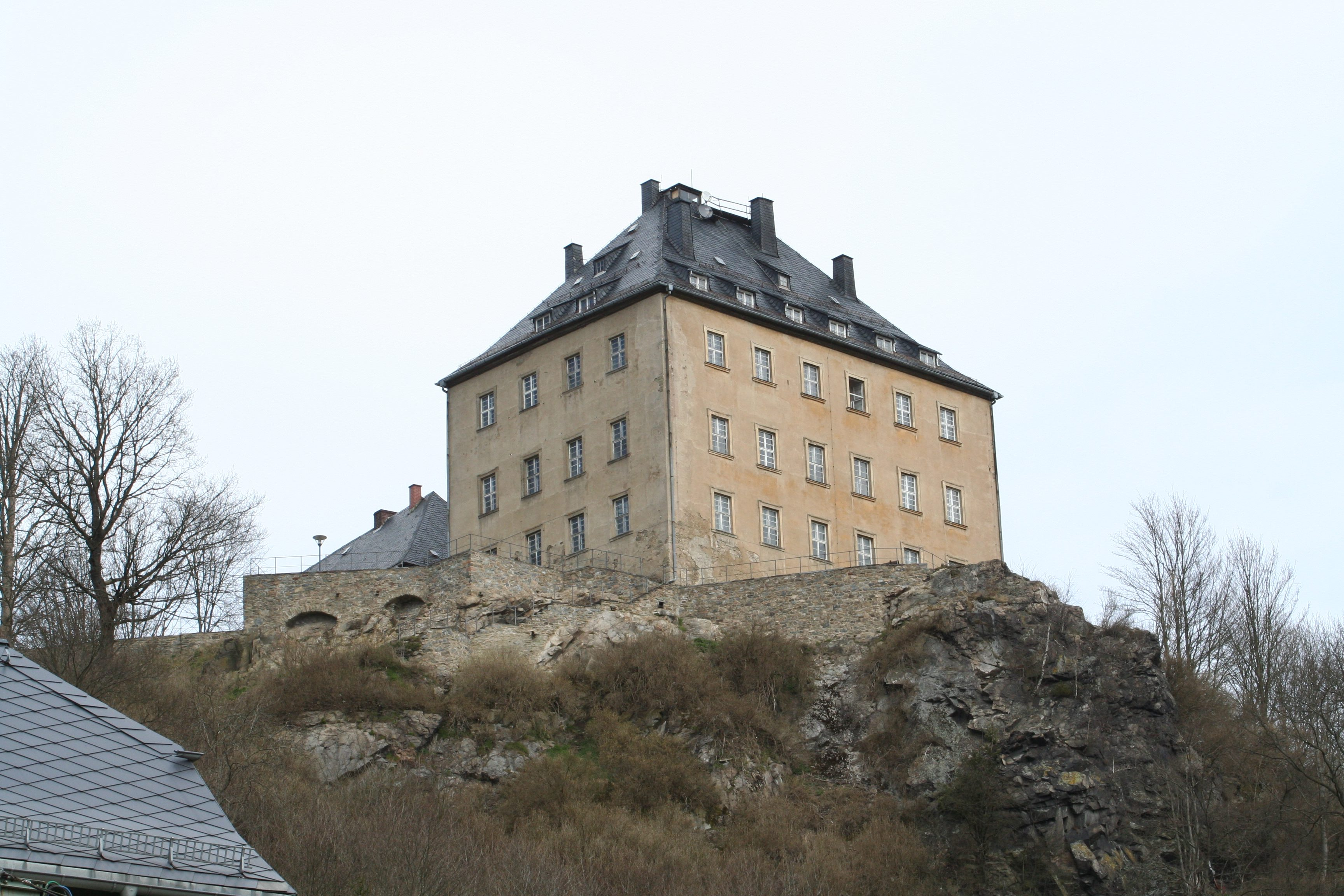
Schloss aus dem Saaletal

## Geschichte
Das Gebäude wurde 1678 im Barockstil erbaut. Die Geschichte geht jedoch weiter zurück: Bereits 1296 war es Reichs- und 1397 Böhmisches Lehen. 1652 geht es zu Reußischem Lehen über.
Heinrich X. Reuß zu Lobenstein (1621–1671) kaufte 1664 das Schloss. Von 1678 an residierte und herrschte hier sein Sohn Graf Heinrich VIII. Reuß zu Hirschberg (1652–1711) bis zu seinem Tod 1711. Er veranlasste den Neubau des noch heute stehenden Schlosses. Später diente das Schloss als Sommersitz.
1920 übernahm das Land Thüringen den Besitz. Seitdem ist es vorwiegend für Wohnzwecke genutzt worden.
Das Schloss befindet sich auf einem Felsvorsprung, der einen Blick auf die Stadt Hirschberg ermöglicht.